# James Cook (Footballspieler, 1999)
James Cook (geboren am 25. September 1999 in Miami, Florida) ist ein US-amerikanischer American-Football-Spieler auf der Position des Runningbacks. Er spielte College Football für die Georgia Bulldogs und wurde im NFL Draft 2022 in der zweiten Runde von den Buffalo Bills ausgewählt. In der Saison 2021 gewann Cook mit Georgia das College Football Playoff National Championship Game.

## College
Cook besuchte ab 2015 die Miami Central Senior High School in seiner Heimatstadt Miami, Florida, und spielte erfolgreich im dortigen Highschoolfootballteam. Er übersprang eine Klasse an der Highschool, da er ansonsten zu alt gewesen wäre, um in seinem letzten Schuljahr Football spielen zu dürfen. In seinem letztes Highschooljahr wechselte Cook auf die Miami Northwestern Senior High School.
Ab 2018 ging Cook auf die University of Georgia, um College Football für die Georgia Bulldogs zu spielen. In seinen ersten drei Spielzeiten nahm er als Ergänzungsspieler keine größere Rolle ein. In der Saison 2018 waren D’Andre Swift und Elijah Holyfield die beiden meisteingesetzten Runningbacks der Bulldogs, Cook erlief bei 41 Versuchen 284 Yards und zwei Touchdowns. Ähnlich wenig Spielzeit sah Cook 2019, dabei erlief er 188 Yards bei 31 Versuchen und wiederum zwei Touchdowns. In der Saison 2020 verließ mit Swift der Nummer-eins-Runningback das Team in Richtung NFL, neuer Starter wurde jedoch Zamir White, womit Cook sich weiterhin in einer Rolle als Reservist wiederfand und bei 45 Läufen 303 Yards und drei Touchdowns erlief. Erst in seinem vierten und letzten Jahr bei den Bulldogs wurde Cook deutlich häufiger eingesetzt und wurde als zweiter Runningback ähnlich häufig eingesetzt wie White. Er erlief in 113 Versuchen 728 Yards und sieben Touchdowns, zudem fing er 27 Pässe für 284 Yards und vier weitere Touchdowns. Cook zog mit Georgia in das College Football Playoff National Championship Game ein, in dem sie mit einem 33:18-Sieg über die Alabama Crimson Tide die nationale Meisterschaft gewannen. Dabei trug Cook mit einem 67-Yards-Lauf im dritten Viertel wesentlich zum ersten Touchdown der Bulldogs bei. Anschließend gab er seine Anmeldung für den NFL Draft 2022 bekannt.

## NFL
Cook wurde im NFL Draft 2022 in der zweiten Runde an 63. Stelle von den Buffalo Bills ausgewählt. Bei seinem NFL-Debüt gegen die Los Angeles Rams in Woche 1 unterlief Cook bei seinem ersten Einsatz im zweiten Viertel ein Fumble, den die Bills verloren. Daraufhin stand er nur noch bei zwei weiteren Spielzügen auf dem Feld und erhielt den Ball nicht erneut. In den ersten zehn Wochen der Saison absolvierte er insgesamt lediglich 33 Läufe. Infolge des Abgangs von Zack Moss erhielt Cook in der zweiten Saisonhälfte mehr Gelegenheiten und wurde zum Ende der Regular Season hin sogar häufiger eingesetzt als der etatmäßige Starter Devin Singletary.
Nach dem Abgang von Singletary zu den Houston Texans ging Cook als Nummer-eins-Runningback der Bills in die Saison 2023. Er erlief bei einem Durchschnitt von 4,7 Yards pro Lauf 1122 Yards und damit als erster Runningback der Bills seit LeSean McCoy 2017 mehr als 1000 Yards. Zudem erzielte Cook 445 Yards Raumgewinn im Passspiel. Sein bestes Spiel gelang ihm gegen die Dallas Cowboys am 15. Spieltag, als er insgesamt 221 Yards Raumgewinn und zwei Touchdowns verzeichnen konnte. Cook wurde erstmals in den Pro Bowl gewählt.

### NFL-Statistiken
| Saison                             | Team  | Spiele | Spiele | Rushing | Rushing | Rushing | Rushing | Rushing | Receiving | Receiving | Receiving | Receiving | Receiving | Fumbles | Fumbles |
| Saison                             | Team  | GP     | GS     | Att     | Yds     | Avg     | Lng     | TD      | Rec       | Yds       | Avg       | Lng       | TD        | Fum     | Lost    |
| ---------------------------------- | ----- | ------ | ------ | ------- | ------- | ------- | ------- | ------- | --------- | --------- | --------- | --------- | --------- | ------- | ------- |
| 2022                               | BUF   | 16     | 0      | 89      | 507     | 5,7     | 33      | 2       | 21        | 180       | 8,6       | 41        | 1         | 1       | 1       |
| 2023                               | BUF   | 17     | 13     | 237     | 1.122   | 4,7     | 42      | 2       | 44        | 445       | 10,1      | 48        | 4         | 4       | 3       |
| 2024                               | BUF   | 16     | 16     | 207     | 1.009   | 4,9     | 65      | 16      | 32        | 258       | 8,1       | 28        | 2         | 1       | 1       |
| Total                              | Total | 49     | 29     | 533     | 2.638   | 4,9     | 65      | 20      | 97        | 883       | 9,1       | 48        | 7         | 6       | 5       |
| Quelle: pro-football-reference.com |       |        |        |         |         |         |         |         |           |           |           |           |           |         |         |

## Persönliches
Sein Bruder Dalvin Cook spielt ebenfalls Football als Runningback. Am College spielte er für die Florida State Seminoles, ab 2017 stand er bei den Minnesota Vikings und anschließend bei den New York Jets in der National Football League (NFL) unter Vertrag.